# Gare de Tōkamachi
La gare de Tōkamachi (十日町駅, Tōkamachi-eki) est une gare ferroviaire de la ville de Tōkamachi, dans la préfecture de Niigata au Japon. Elle est exploitée par les compagnies JR East et Hokuetsu Express.

## Situation ferroviaire
La gare est située au point kilométrique (PK) 75,3 de la ligne Iiyama et au PK 15,9 de la ligne Hokuhoku.

## Historique
La gare est inaugurée le 15 novembre 1927. La ligne Hokuhoku y arrive le 22 mars 1997. 

## Service des voyageurs

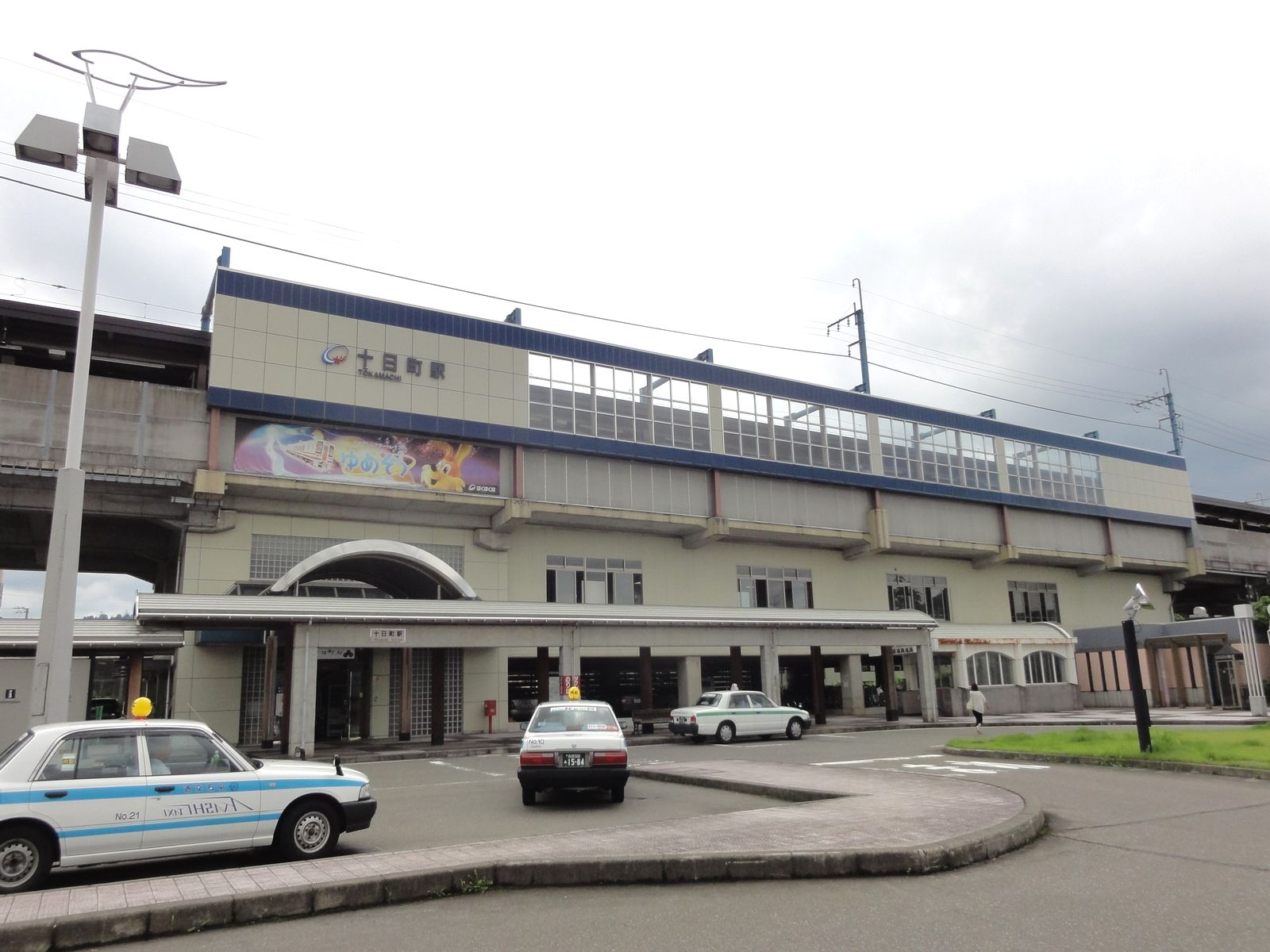
la gare Hokuetsu Express.

### Accueil
La gare dispose d'un bâtiment voyageurs, avec guichets, ouvert tous les jours. Les voies sont surélevées.

### Dispositions des quais

#### JR East
Ligne Iiyama :
- voie 1 : direction Togarinozawa-Onsen et Nagano
- voies 2 et 3 : direction Echigo-Kawaguchi et Nagaoka

#### Hokuetsu Express
Ligne Hokuhoku :
- voie 11 : direction Saigata et Naoetsu
- voie 12 : direction Muikamachi et Echigo-Yuzawa